# Chasmacephala
Chasmacephala är ett släkte av insekter. Chasmacephala ingår i familjen Tropiduchidae.
Kladogram enligt Catalogue of Life:
| Chasmacephala | \| \| Chasmacephala furtiva \| \| \| \| \| \| Chasmacephala pluvialis \| \| \| \| \| \| Chasmacephala tristis \| \| \| \| |
|               | \| \| Chasmacephala furtiva \| \| \| \| \| \| Chasmacephala pluvialis \| \| \| \| \| \| Chasmacephala tristis \| \| \| \| |
|               | Chasmacephala furtiva |
|               | |
|               | Chasmacephala pluvialis                                                                                                   |
|               | |
|               | Chasmacephala tristis |
|               | |